# Busybox
BusyBox este o colecție de comenzi Unix, cu un minim de parametri, împachetate într-un singur executabil.

## Istoric

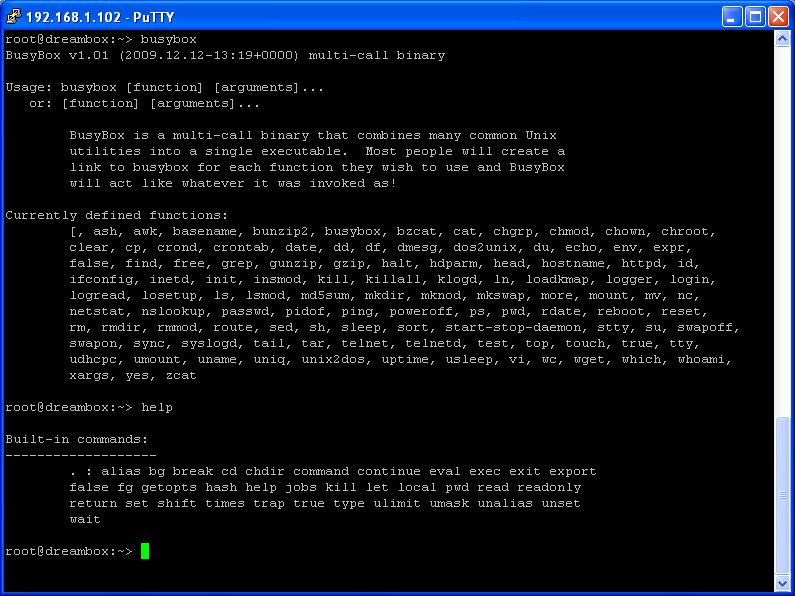
BusyBox rulând pe un Dreambox

A fost creat de către Bruce Perens în 1995 care l-a declarat complet pentru nevoile sale în 1996, și anume să-l poată folosi de pe un floppy disk bootabil pentru a resuscita sau instala sisteme bazate pe distribuția Debian.

## Caracteristici
BusyBox poate fi customizat astfel încât să includă peste 200 de utilitare.

### Executabil singur
De obicei programele de calculator sunt compuse din mai multe fișiere executabile și diferite fișiere de configurare. BusyBox este alcătuit dintr-un singur fișier executabil în care sunt împachetate nenumărate comenzi care pot fi apelate ca și parametru la BusyBox.

## Exemple
Programele incluse în BusyBox se pot apela ca și parametru simplu la executabilul BusyBox:
/bin/busybox ls

## Comenzi
Pe pagina oficială  se găsește lista completă și actualizată cu toți parametrii acceptați:
- ash
- awk
- cat - Copy file content to stdout
- chmod - Change file modes
- cp - Copy
- date - Display system date/time
- dd - Copy a file with converting and formatting
- df - Print filesystem usage statistics
- dmesg
- echo
- egrep
- fgrep
- grep - Search for PATTERN in each FILE or standard input
- gunzip - Compressed file expansion
- gzip - File compression
- init
- kill - Kill a process
- ln - Create a link named LINK_NAME or DIRECTORY to the specified TARGET.
- login - Begin a new session on the system
- ls  - List of files or folders
- mdu
- mdev - akin to udev
- mkdir - Create a folder
- more - View FILE or standard input one screen full at a time, not long list to scroll
- mount - Mount file systems
- mv - move file
- netstat - Display networking information
- ntpc
- ntpsync
- nvram
- pidof - List PIDs of all processes with names that match NAMEs
- ping - Send ICMP ECHO_REQUEST packets to network hosts
- ps - Report process status
- pwd - Print working directory
- rm - Erase file
- rmdir - Remove directory
- rstats - Copyright of BusyBox
- sed - Text stream editor
- sh
- sleep - Suspend programme execution for a specified time
- sync - Write all buffered file system blocks to disk
- tar
- touch - Update the last-modified date on the given FILE[s]
- udhcpc - Small DHCP client
- umount - Unmount file systems
- uname - Display system information
- usleep - Pause for N [microseconds]
- vi - Edit FILE
- watch - Execute a program periodically
- zcat - Uncompress to stdout

## Aplicații
Busybox poate fi găsit pe o multitudine de sisteme de operare embedded.

## Procese legale
În decursul istoriei au fost numeroase procese legale datorită încălcării de către unii comercianți a licenței de distribuire BusyBox.

## De văzut și
- init
- ToyBox